# J. T. Walsh
James Thomas Patrick Walsh (n. 28 septembrie 1943, California, SUA – d. 27 februarie 1998, La Mesa⁠(d), California, SUA) a fost un actor american. A apărut în numeroase filme precum Oameni de tinichea (1987), Bună dimineața, Vietnam (1987), A Few Good Men (1992), Hoffa⁠(d) (1992), Nixon⁠(d) (1995), Sling Blade (1996), Breakdown (1997) și Pleasantville⁠(d) (1998).

## Biografie
Walsh s-a născut în San Francisco, California, fiul cuplului format din Mary Louise (născută O'Connor) și James Patrick Walsh, ambii de origine irlandeză. Tatăl său a fost auditor⁠(d) civil în armata SUA. Acesta a avut trei frați: Christopher, Patricia și Mary. Din 1948 până în 1962, familia sa a locuit în Germania de Vest, locul în care armata l-a transferat pe tatăl său. Au locuit în Munchen timp de șapte ani, iar apoi s-au mutat în Stuttgart.
Walsh și fratele său au studiat la Clongowes Wood College⁠(d) (o școală iezuită din Irlanda) din 1955 până în 1961. A urmat apoi cursurile Universității din Tübingen - Walsh vorbind fluent limba germană - timp de un an. Când  tatăl său a încetat din viață din cauza unei tumori cerebrale, familia s-a mutat înapoi în Statele Unite, stabilindu-se în Rhode Island, orașul natal al mamei sale. Și-a încheiat studiile la Universitatea din Rhode Island⁠(d), absolvind cu o diplomă în sociologie, și a jucat în numeroase piese de teatru în perioada facultății. A participat la protestele organizate de Students for a Democratic Society⁠(d) împotriva războiului din Vietnam.
După ce a absolvit în 1967, Walsh a fost pentru scurt timp voluntar al AmeriCorps VISTA⁠(d) în Newport, Rhode Island. A demisionat pentru a-și continua cariera de actor. Acesta a lucrat ca barman, vânzător de enciclopedii, profesor de gimnaziu, vânzător de echipamente de gimnaziu și reporter. În 1974, un director de teatru i-a observat talentul și început să interpreteze în spectacole Off-Broadway⁠(d). Acolo a început să folosească inițialele „J.T.” pentru a nu fi confundat cu un alt actor pe nume James Walsh.

## Cariera
Walsh a fost lăudat pentru rolul lui John Williamson din piesa lui David Mamet⁠(d), Glengarry Glen Ross⁠(d), pusă în scenă în 1984 în Chicago și mai târziu pe Broadway. Acesta își începe cariera cinematografică abia în 1983, cu un rol minor în Evadarea lui Eddie Macon⁠(d). În următorii 15 ani, Walsh a apărut în peste 50 de filme, fiind cunoscut pentru rolurile în care interpretează răufăcători precum sergent-majorul Dickerson în Bună dimineața, Vietnam. În seriale de televiziune, acesta l-a interpretat pe directorul închisorii Broder în episodul „The List⁠(d)” din 1995 al celebrului serial Dosarele X.
Motivat de dorința de a obține și roluri în care să interpreteze personaje pozitive, acesta a obținut roluri decente în Outbreak, Sniper⁠(d) și A Few Good Men. A interpretat rolul unui membru al Majestic 12 în serialul științifico-fantastic Dark Skies⁠(d). De asemenea, a jucat rolul jurnalistului Bob Woodward⁠(d) în filmul Wired⁠(d), rolul președintelui Teamsters⁠(d) Frank Fitzsimmons⁠(d) în Hoffa⁠(d) și rolul consilierului pe probleme interne al lui Richard Nixon, John Ehrlichman⁠(d), în Nixon⁠(d). A fost concediat din distribuția filmului Echipa trăsnită⁠(d) după două zile de filmări deoarece actorul Dan Aykroyd a aflat de implicarea lui Walsh în Wired, un film biografic despre prietenul său John Belushi, pe care acesta l-a boicotat. A apărut în filmul thriller Breakdown din 1997, ultimul film lansat în timpul vieții sale. În ultimul său an de viață, acesta a jucat în Hidden Agenda, Pleasantville⁠(d) și Negociatorul⁠(d), toate fiind dedicate în memoria sa.

## Viața personală și moartea
Walsh era alintat „Jim” de prietenii săi. S-a căsătorit cu Susan West în 1972 și cei doi au avut un fiu, John Alan West (născut în 1974), care lucrează în industria cinematografică sub numele de John West.  Au divorțat în 1982. Walsh a locuit în Encino, Los Angeles. Acesta era înregistrat ca democrat și a fost un cititor pasionat, fiind puternic interesat de metafizică.
Fumător inveterat, Walsh a murit în urma unui infarct în spitalul din La Mesa, California⁠(d) pe 27 februarie 1998 la vârsta de 54 de ani. Acesta se simțea rău și s-a prăbușit la Institutul de Sănătate Optimum din Lemon Grove⁠(d) . Cu doar câteva săptămâni înainte, Walsh a suferit de dureri în piept și a făcut un test EKG care a fost interpretat greșit.

## Filmografie

### Filme
| An   | Titlu                  | Rol                                         | Notes                                                                                             |
| ---- | ---------------------- | ------------------------------------------- | ------------------------------------------------------------------------------------------------- |
| 1983 | Eddie Macon's Run      | Man In Bar                                  | Debut                                                                                             |
| 1984 | The Beniker Gang       | Principal Stoddard                          |                                                                                                   |
| 1985 | Right to Kill?         | Major Eckworth                              | Film de televiziune                                                                               |
| 1985 | Hard Choices           | Deputy Anderson                             |                                                                                                   |
| 1986 | Hannah and Her Sisters | Ed Smythe                                   |                                                                                                   |
| 1986 | Power                  | Jerome Cade                                 |                                                                                                   |
| 1987 | Tin Men                | Wing                                        |                                                                                                   |
| 1987 | House of Games         | The Businessman / Cop                       |                                                                                                   |
| 1987 | Good Morning, Vietnam  | Sergeant Major Phillip Dickerson            |                                                                                                   |
| 1988 | Things Change          | Hotel Manager                               |                                                                                                   |
| 1988 | Tequila Sunrise        | DEA Agent Hal Maguire                       |                                                                                                   |
| 1989 | The Big Picture        | Allen Habel                                 |                                                                                                   |
| 1989 | Wired                  | Bob Woodward                                |                                                                                                   |
| 1989 | Dad                    | Dr. Santana                                 |                                                                                                   |
| 1990 | Why Me?                | Francis Mahoney                             |                                                                                                   |
| 1990 | Crazy People           | Mr. Drucker                                 |                                                                                                   |
| 1990 | The Grifters           | Cole                                        |                                                                                                   |
| 1990 | Narrow Margin          | Michael Tarlow                              |                                                                                                   |
| 1990 | Misery                 | Chief Sherman Douglas                       | Necreditat                                                                                        |
| 1990 | The Russia House       | Colonel Jackson Quinn                       |                                                                                                   |
| 1991 | Iron Maze              | Jack Ruhle                                  |                                                                                                   |
| 1991 | Backdraft              | Alderman Marty Swayzak                      |                                                                                                   |
| 1991 | Defenseless            | Steven Seldes                               |                                                                                                   |
| 1991 | True Identity          | Agent Houston                               |                                                                                                   |
| 1992 | A Few Good Men         | Lieutenant Colonel Matthew Andrew Markinson |                                                                                                   |
| 1992 | Hoffa                  | Frank Fitzsimmons                           |                                                                                                   |
| 1992 | The Prom               | Grover Dean                                 |                                                                                                   |
| 1993 | Sniper                 | Colonel Chester Van Damme                   |                                                                                                   |
| 1993 | Loaded Weapon 1        | Desk Clerk                                  |                                                                                                   |
| 1993 | Red Rock West          | Kevin McCord / Sheriff Wayne Brown          |                                                                                                   |
| 1993 | Needful Things         | Danforth "Buster" Keeton III                | Nominalizat – Premiul Saturn pentru cel mai bun actor într-un rol secundar                        |
| 1993 | Morning Glory          | Sheriff Reese Goodloe                       |                                                                                                   |
| 1993 | One Little Indian      | Marshall Robinson                           | Scurtmetraj                                                                                       |
| 1994 | The Last Seduction     | Frank Griffith                              |                                                                                                   |
| 1994 | Blue Chips             | "Happy" Kuykendahl                          |                                                                                                   |
| 1994 | The Client             | District Attorney Jason McThune             |                                                                                                   |
| 1994 | Silent Fall            | Sheriff Mitch Rivers                        |                                                                                                   |
| 1994 | Miracle on 34th Street | Ed Collins                                  |                                                                                                   |
| 1995 | Outbreak               | White House Chief of Staff                  | Necreditat                                                                                        |
| 1995 | The Low Life           | Mike Sr.                                    |                                                                                                   |
| 1995 | The Babysitter         | Harry Tucker                                |                                                                                                   |
| 1995 | Black Day Blue Night   | Lieutenant John Quinn                       |                                                                                                   |
| 1995 | Charlie's Ghost Story  | Darryl                                      |                                                                                                   |
| 1995 | Nixon                  | John Ehrlichman                             | Nominalizat – Screen Actors Guild Award for Outstanding Performance by a Cast in a Motion Picture |
| 1995 | Sacred Cargo           | Father Stanislav                            |                                                                                                   |
| 1996 | Executive Decision     | Senator Jason Mavros                        |                                                                                                   |
| 1996 | The Little Death       | Ted Hannon                                  |                                                                                                   |
| 1996 | Sling Blade            | Charles Bushman                             | Nominalizat – Screen Actors Guild Award for Outstanding Performance by a Cast in a Motion Picture |
| 1997 | Breakdown              | Warren "Red" Barr                           | Nominalizat – Premiul Saturn pentru cel mai bun actor într-un rol secundar                        |
| 1998 | The Negotiator         | Inspector Terence Niebaum                   | Lansat post-mortem                                                                                |
| 1998 | Pleasantville          | Bob "Big Bob"                               | Lansat post-mortem                                                                                |
| 1998 | Hidden Agenda          | Jonathan Zanuck                             | Lansat post-mortem; ultimul său rol                                                               |

### Televiziune
| An        | Titlu                                        | Rol                         | Note                                                 |
| --------- | -------------------------------------------- | --------------------------- | ---------------------------------------------------- |
| 1984      | The Edge of Night                            | Ken Bloom #2                | 9 episoade                                           |
| 1985      | All My Children                              | Jay Garland                 | 1 episod                                             |
| 1987      | Spenser: For Hire                            | Andrew Lawford              | Episodul: "Murder and Acquisitions"                  |
| 1987      | The Ellen Burstyn Show                       | Dan Hodges                  | Episodul: "Writer, Wronger"                          |
| 1987      | The Equalizer                                | Andrew Banks / Sam Griffith | 2 episoade                                           |
| 1988      | Windmills of the Gods                        | Colonel Bill McKinney       | serial                                               |
| 1989      | L.A. Law                                     | Pete Bostik                 | Episodul: "Consumed Innocent"                        |
| 1992      | In the Shadow of a Killer                    | Inspector Leo Kemeny        | Film de televiziune                                  |
| 1993      | The American Clock                           | Judge Bradley               | Film de televiziune bazat pe piesa lui Arthur Miller |
| 1994      | Birdland                                     | Potter                      | Episodul: "Grand Delusion"                           |
| 1994      | Lois & Clark: The New Adventures of Superman | Colonel Charles Fane        | Episodul: "Operation Blackout"                       |
| 1994      | Starstruck                                   | Greer                       | Film de televiziune                                  |
| 1995      | The X Files                                  | Warden Brodeur              | Episodul: "The List"                                 |
| 1996      | Crime of the Century                         | Norman Schwarzkopf Sr.      | Film de televiziune                                  |
| 1996      | Gang in Blue                                 | Lieutenant William Eyler    | Film de televiziune                                  |
| 1996–1997 | Dark Skies                                   | Frank Bach                  | 19 episoade                                          |
| 1997      | Hope                                         | Ray Percy                   | debutul regizoral al lui Goldie Hawn                 |
| 1997      | C-16: FBI                                    | Jules Rozack                | Episodul: "Radio FBI"                                |